# ジンバブエ議会
ジンバブエ議会（ジンバブエぎかい、英語: Parliament of Zimbabwe）は、ジンバブエの立法府である。

## 概要
上院に相当する元老院と下院に相当する代議院の両院で構成する。上院の定数は80名、下院議会の定数は270名。下院は小選挙区で210名を選出し、残り60名は女性議員枠であり、10選挙区で比例代表制で選出される。2023年現在、議員に立候補するには1,000ドルを支払う必要がある。

## 歴史
- 1980年 議会が発足する。
- 2002年3月 大統領選挙が行われる。候補は現職のムガベ大統領（与党ZANU-PF）とチャンギライ野党MDC党首により激しく争われたが、ムガベ大統領が四選を果たした。
- 2003年6月 大規模な野党による反政府デモが行われる。これに対し政府は党首を逮捕などを行使した。
- 2005年 憲法改正により上院が復活する。